# تایگا اوخوتسک-منچوری
منطقه اکولوژیکی تایگای اوخوتسک-منچوری (شناسه ووف: پی آ ۰۶۰۶) منطقه‌ای از جنگل‌های مخروطی در خاور دور روسیه است که دلتای رودخانه آمور، ساحل غربی دریای اوخوتسک و امتداد ناهموار کوه‌های شمالی سیخوت-آلین را که از جنوب غربی به شمال شرقی از طریق مناطق پریمورسکی و خاباروفسک امتداد دارند، پوشش می‌دهد. این جنوبی‌ترین جنگل تایگای اوراسیا است. این منطقه اکولوژیکی به دلیل آب و هوای کمی گرم‌تر به دلیل نفوذ دریایی و سپر کوه‌ها در غرب، و همچنین به دلیل اختلاط گونه‌های گیاهی و جانوری از جوامع اوخوتسک-کامچاتکا در شمال و گونه‌های منچوری در جنوب، از مناطق اکولوژیکی اطراف متمایز است. جنگل در ارتفاعات پایین‌تر «تایگای روشن» (عمدتاً کاج اروپایی) و در ارتفاعات بالاتر «تایگای تیره» (صنوبر و صنوبر) است.

## مکان و توضیحات
این منطقه اکولوژیکی مساحتی حدود ۷۰۰ کیلومتر غرب به شرق به اندازه ۱۲۰۰ کیلومتر از شمال به جنوب، فاصله شمال به جنوب توسط نوارهای باریک و بلندی در امتداد ساحل دریای اوخوتسک به سمت شمال و پایین ستون فقرات سیخوت-آلین به سمت جنوب امتداد یافته است. دلتای رودخانه آمور و کوه‌های سیخوت-آلین از مرکز این منطقه اکولوژیکی عبور می‌کنند و در دریای اوخوتسک و جزایر شانتار در ساحل به هم می‌رسند. در غرب، منطقه اکولوژیکی جنگل‌های مختلط منچوری قرار دارد، منطقه‌ای از تپه‌های کم ارتفاع با پوشش کاج و جنگل‌های برگریز. لبه شرقی آن دریای اوخوتسک و خلیج ساخالین است. در شمال، منطقه اکولوژیکی تایگای سیبری شرقی، منطقه‌ای سردتر از جنگل‌های کاج اروپایی و برف کمتر، قرار دارد. منطقه اکولوژیکی جنگل‌های پهن‌برگ و مختلط اوسوری در جنوب واقع شده است، با دمای گرمتر و جنگل‌های پهن‌برگ مختلط.

## آب و هوا
آب و هوای تایگای اوخوتسک-منچوری ، آب و هوای قاره‌ای مرطوب، تابستان‌های گرم (طبقه‌بندی اقلیمی کوپن (Dwb)) با زمستان‌های خشک است. این آب و هوا با اختلاف دمای فصلی زیاد و تابستان گرم (حداقل چهار ماه با میانگین بیش از ۱۰ درجه سلسیوس (۵۰ درجه فارنهایت) مشخص می‌شود. اما میانگین دمای هیچ ماهی بیش از ۲۲ درجه سلسیوس (۷۲ درجه فارنهایت) نیست و زمستان‌های سرد با بارندگی ماهانه کمتر از یک دهم مرطوب‌ترین ماه تابستان.
میانگین دما از −۲۷ درجه سلسیوس (−۱۷ درجه فارنهایت) متغیر است در ژانویه تا ۱۸٫۳ درجه سلسیوس (۶۴٫۹ درجه فارنهایت) در ماه ژوئیه. در طول دوره گرم، باد از شرق (از دریا به خشکی) می‌وزد و ۸۰ تا ۹۰ درصد بارندگی را به همراه دارد و در طول فصل سرد از غرب به شرق (از سیبری به سمت دریا) می‌وزد.

## فلورا
منطقه اکولوژیکی تایگای اوخوتسک-منچوری جنوبی‌ترین منطقه اکولوژیکی شمالی است؛ پوشش جنگلی غالب در ارتفاعات بالا تایگای تیره (صنوبر و صنوبر) و در ارتفاعات پایین‌تر کاج اروپایی است. این منطقه در شمال و بالاتر از منطقه اکولوژیکی جنگل‌های پهن‌برگ و مختلط اوسوری قرار دارد که از بلوط مغولی و سایر گونه‌های پهن‌برگ پشتیبانی می‌کند. ۳۶٪ از قلمرو، جنگل‌های سوزنی‌برگ خزان‌کننده بسته، ۱۹٪ جنگل‌های سوزنی‌برگ همیشه‌سبز بسته، ۸٪ جنگل‌های پهن‌برگ خزان‌کننده بسته، ۱۳٪ جنگل‌های بسته از نوع ناشناخته و ۵٪ تالاب است. دلتای رودخانه آمور تالاب‌های وسیعی و حیات گیاهی مرتبط با آن را فراهم می‌کند.

## جانوران
در میان پستانداران، شکارچیان رایج روباه قرمز، ولورین‌ها، گرگ‌ها و سیاه‌گوش‌ها هستند. همچنین پستانداران جنگلی مانند خرس قهوه‌ای و سم‌دارانی مانند گوزن شمالی، گوزن سیکا و گوزن کانادایی رایج هستند. جزایر شانتار و دریای اوخوتسک میزبان کلونی‌های بزرگی از پرندگان دریایی هستند. پرندگان خشکی‌زی رایج شامل شاهین شمالی، جغد اورال، فاخته شرقی و خزک درختی اوراسیایی هستند.

## محافظت‌ها
بیش از ۸٪ از منطقه اکولوژیکی تحت پوشش یک منطقه حفاظت‌شده رسمی فدراسیون روسیه است، از جمله:
- منطقه حفاظت‌شده طبیعی بوتچا. شمالی‌ترین منطقه حفاظت‌شده که محل سکونت ببر آمور در معرض خطر انقراض است. (مساحت: ۲۶۷۴ کیلومتر مربع)
- ذخیره‌گاه طبیعی بوریا، یک منطقه حفاظت‌شده اکولوژیکی با کلاس آی یو سی ان لا (منطقه حفاظت‌شده اکولوژیکی دقیق) (با مساحت ۳۵۸۴ کیلومتر مربع)
- منطقه حفاظت‌شده طبیعی دژوگدزور. از نهرهای تخم‌ریزی ماهی‌های چام، سالمون صورتی و سالمون کوهو به دریای اوخوتسک پشتیبانی می‌کند. (مساحت: ۸۵۹۹ کیلومتر مربع)
- ذخیره‌گاه طبیعی کومسومولسک، یک منطقه حفاظت‌شده اکولوژیکی درجه آی یو سی ان با عنوان «ذخیره‌گاه اکولوژیکی دقیق» (منطقه حفاظت‌شده زاپوودنیک). (مساحت: ۶۴۳ کیلومتر مربع)
- پارک ملی جزایر شانتار، یک «پارک ملی» درجه دو آی یو سی ان (مساحت: ۵۱۵۵ کیلومتر مربع)

## تهدیدها
استخراج تجاری گاز در منطقه جزیره ساخالین، فعالیت‌های صنعتی بیشتری را به همراه داشته است، از جمله خطوط لوله‌ای که از میان جنگل‌ها عبور می‌کنند. همانند بیشتر مناطق دریایی خاور دور، فشار ناشی از قطع درختان تجاری بر جنگل‌ها تأثیر می‌گذارد.

## مناطق شهری و سکونتگاه‌ها
این منطقه جمعیت کمی دارد؛ بزرگ‌ترین شهر آن کومسومولسک در کنار رودخانه آمور و در لبه جنوبی منطقه است. این منطقه در قلمرو پالئارکتیک (منطقه اروپا-سیبری) قرار دارد. این منطقه ۱۵۵٬۲۶۰ کیلومتر مربع (۵۹٬۹۵۰ مایل مربع) پوشش می‌دهد. .